# بیدچاه
بیدچاه، روستایی از توابع بخش انارک شهرستان نائین در استان اصفهان ایران است.

## جمعیت
این روستا در دهستان چوپانان قرار دارد و براساس سرشماری مرکز آمار ایران در سال ۱۳۸۵، جمعیت آن زیر سه خانوار بوده‌است.